# اسکات اودل
اودل گابریل اسکات (به انگلیسی: O'dell Gabriel Scott) نویسنده آمریکایی داستان‌های تاریخی برای کودکان (زاده ۲۳ مهٔ ۱۸۹۸ - درگذشته ۱۵ اکتبر ۱۹۸۹) و برنده جایزه هانس کریستیان آندرسن در سال (۱۹۷۲) و مدال نیوبری (۱۹۶۱)

## کتابشناسی
- جزیره دلفین‌های آبی[۱] (۱۹۶۰) - ترجمه نسیم سلطان زاده
- غرش تندر در کوهساران (۱۹۹۲)
- مروارید سیاه
- زیر نور ماه ترانه سر کن (۱۹۷۰)